# Stephen Carr
Stephen Carr (Dublin, 29 de agosto de 1976) é um ex-futebolista irlandês que atuava na posição de lateral-direito.
Jogou por mais de 10 anos no Tottenham Hotspur, até que, em 2004, acertou com o Newcastle United. Em 2008, se desligou do time e aposentou-se, devido a seguidas lesões. Só que em 2009 recebeu uma proposta, e foi contratado pelo Birmingham City.
Durante muito tempo, foi titular absoluto na seleçao irlandesa, porém, ficou fora da Copa do Mundo de 2002 devido à uma lesão. 